# 彼得·斯奎斯
彼德·斯奎斯（英語：Peter Skewes；1957年—），是一名美國大學教授和政治活動家，因代表南卡羅來納州美國黨參選2016年美國總統選舉而知名。

## 簡歷
斯奎斯在康涅狄格州格拉斯頓伯里出生，1979年取得紐黑文大學司法科学理學士，其後在1982年於佛罗里达大学獲得家禽生理學理學碩士及1985年於弗吉尼亚理工学院暨州立大学獲得動物生理學哲學博士；也在1985年獲得家禽科學協會研究生研究手稿獎。

## 2016年總統競選
2015年5月，斯奎斯在2014年由前南卡羅來納州教育部部長吉姆·雷克斯成立的南卡羅來納州美國黨三方比賽贏得總統候選人提名。根據他的說法，他積極參加總統競選因為這是第一次他「沒辦法憑良心投票」給民主黨或共和黨提名的獲選人。他的參選活動中，包括在加州徒步行走240英里作為一個宣傳噱頭去提高自己的知名度。雷克斯認為斯奎斯的徒步行走舉動證明「美國黨有能力吸引不同類型的人去擔任公職」。